# Église Saint-Pierre-et-Saint-Paul de Machault
Pour les articles homonymes, voir Église Saint-Pierre-et-Saint-Paul.
L'église Saint-Pierre-et-Saint-Paul est une église située à Machault, en France.

## Description
Les murs sont en craie, avec de chaînes de pierre. La nef, de plan  basilical, est de style roman. Elle compte cinq travées ouvrant sur les bas-côtés par des arcades en plein cintre. Ces arcades reposent sur des piles de section carrée, à impostes.  Il n’y a pas de voûte mais un simple plafond de charpente, y compris pour les bas-côtés. La  croisée du transept est voûtée sur croisée d’ogives, dans un style gothique débutant. Les nervures de la voûte reposent sur des colonnettes en faisceaux engagées dans des piles cruciformes dont les chapiteaux ont une corbeille gravée ou sculptée de feuilles. Plusieurs chapiteaux ont conservé des traces de polychromie. Les grandes fenêtres des pans de l’abside sont de style flamboyant. Au-dessus de la croisée du transept, s’élève une tour carrée, coiffée d’un toit pyramidal,.

## Localisation
L'église est située dans le département français des Ardennes, sur la commune de Machault, le long de la rue principale (la rue Guillaume de Machaut ou D980). 

## Historique
La paroisse est citée dès 1213, Machodium, 1215, Machaudium, et 1244, Machau, 1244, Trésor des chartes du comté de Rethel,.
L'édifice est classé au titre des monuments historiques en 1919.